# Список морганатического потомства Романовых
Список морганатического потомства Романовых включает потомство (по мужской линии) членов императорской фамилии от официально объявленных неравнородных браков (см. Список морганатических супругов Романовых). Дети эмигрантов не указаны.

## XVIII век
- Царевна Прасковья Иоанновна + Дмитриев-Мамонов, Иван Ильич. 
  - Родился сын (имя не указывается), умерший в детстве.

- Царевна Прасковья

## XIX век

### Строгановы
- Великая княжна Мария Николаевна (дочь Николая I) + Строганов, Григорий Александрович:
  - граф Строганов, Григорий Григорьевич (1857—1859). Умер в детстве
  - графиня Строганова, Елена Григорьевна (1861—1908), замужем сначала за Владимиром Алексеевичем Шереметевым (1847—1893), флигель-адъютантом, командиром императорского конвоя; затем — за Григорием Никитичем Милашевичем (1860—1918), офицером свиты Его императорского величества.

- Великая княжна Мария Николаевна
- Строганов, Григорий Александрович
- Строганова, Елена Григорьевна

### Фон Остернбург
Брак был заключен в 1868 году. От великого герцога Ольденбургского 13 июля 1863 года новобрачная получила титул графини Остернбург для себя и своего потомства.
- Его высочество принц Ольденбургский, Николай Петрович + Булацель, Мария Ильинична.
  - Фон Остернбург, Александра Николаевна (1864—1952), с 1885 года замужем за Павлом Петровичем Веролем (1863—1931)
  - Фон Остернбург, Пётр Николаевич (1866—1868), умер в детстве.
  - Фон Остернбург, Ольга Николаевна (1868—1869), умер в детстве.
  - Фон Остернбург, Вера Николаевна (1871—1888).

- Николай Петрович Ольденбургский и его жена графиня Мария Ильинична

### Искандеры
Брак состоялся в 1878 году.
- Великий князь Николай Константинович + Дрейер, Надежда Александровна. Дети — князья Искандер:
  - Искандер, Артемий Николаевич (род. 19 [31] декабря 1878 года в Самаре), высочайше пожалован фамилией «Искандер» и правами, личному дворянину присвоенными, 12 (24) августа 1889 года. По одной версии погиб во время Гражданской войны, сражаясь на стороне белых, по другой — умер от тифа в Ташкенте в 1919 году.
  - Искандер, Александр Николаевич (род. 15 [27] ноября 1887 года в Ташкенте), высочайше пожалован фамилией «Искандер» и правами, личному дворянину присвоенными, 10 (22) марта 1894 года. Боевой офицер, участвовал в антибольшевистском восстании в Ташкенте в январе 1919 года, сражался в Русской армии Врангеля, потом эвакуировался в Галлиполи, а затем — во Францию, где и умер в городе Грасе в 1957 году. Жены: 1) 1912-? — Ольга Иосифовна Роговская (1893—1962), развелась, осталась в России. Дети от этого брака носили фамилию отчима «Андросов»; 2) 1930 — Наталья Константиновна Ханыкова (30.12.1893-?)
    - Кирилл Николаевич Андросов (князь К. А. Искандер; 1914—1992)
    - Наталья Николаевна Андросова (княжна Н. А. Искандер; 1917—1999), всю жизнь прожила в СССР и России; занималась мотогонками, выступала в цирке (гонки по вертикали), мастер спорта СССР по мотогонкам; в Великую Отечественную войну была водителем на «полуторке».

- Великий князь Николай Константинович с женой Надеждой Александровной
- Искандер, Александр Николаевич

### Лейхтенбергские
- Его императорское высочество Николай Максимилианович, 4-й герцог Лейхтенбергский + Акинфова, Надежда Сергеевна. Дети рождены до заключения брака (1878).
  - герцог Лейхтенбергский, Николай Николаевич (1868—1928). Жена - графиня Мария Николаевна Граббе (1869—1948)
    - Александра (1895—1960), в 1916 вышла замуж за князя Левана Меликова (1893—1928), разведена, в 1922 вышла замуж за Николая Терещенко (1894—1926).
    - Николай[фр.] (1896—1937).
    - Надежда (1898—1962), в 1929 вышла замуж за Александра Могилевского (1885—1963).
    - Максимилиан (1900—1905).
    - Сергей (1903—1966), в 1925 женился на Анне Александровне Наумовой (1900—?), 4 детей в этом браке, разведён в 1938. В 1939 женился на Кире Николаевне Волковой (род. в 1915), двое детей в этом браке, разведён в 1942). Женился на Ольге Сергеевне Викберг (Wickberg) (род. в 1926).
    - Михаил (1905—1928)
    - Мария (1907—1992, с 1929 — жена графа Николая Менгден-Альтенвога (1899—1973)

  - герцог Лейхтенбергский, Георгий Николаевич (1872—1929). Жена - княжна Ольга Николаевна Репнина-Волконская (1872—1953)
    - Елена (1896—1977) — с 1920 года Угричич-Требинская;
    - Дмитрий (1898—1972)— герцог Лейхтенбергский, женат на Екатерине Александровне Араповой (1900—1991);
    - Наталья (1900—1995) — в замужестве баронесса Меллер-Закомельская;
    - Тамара (род. 1901) — в замужестве Каранфилова;
    - Андрей (1903—1920) — умер в Нарве от тифа:
    - Константин (1905—1983) — герцог Лейхтенбергский.

По указу Александра III от 11 (23) ноября 1890 года воспитанникам его Императорского высочества князя Николая Максимилиановича Романовского, герцога Лейхтенбергского — Николаю и Георгию Николаевичам — предоставлено право пользоваться титулом герцогов Лейхтенбергских с наименованием светлости, совершенным отделением от императорской фамилии и внесением в родословные книги С.-Петербургской губернии; герб их — в XV части «Общего гербовника».
- Николай Максимилианович, 4-й герцог Лейхтенбергский
- Акинфова, Надежда Сергеевна
- Лейхтенбергский, Николай Николаевич
- Мария Николаевна, ур. графиня Граббе
- Лейхтенбергский, Георгий Николаевич
- Ольга Николаевна, ур. Репнина-Волконская
- Семья Георгия Николаевича

- Его императорское высочество Евгений Максимилианович, 5-й герцог Лейхтенбергский + Дарья Константиновна Опочинина (1844—1870)
  - Богарне, Дарья Евгеньевна

- Евгений Максимилианович, 5-й герцог Лейхтенбергский
- Опочинина, Дарья Константиновна
- Богарне, Дарья Евгеньевна

### Юрьевские
Венчание состоялось 6 июля 1880 года. Указом от 5 декабря 1880 года новобрачной жаловался титул Светлейшей Княгини Юрьевской, что соотносилось с одним из фамильных имён бояр Романовых; их дети (все рождённые вне брака, но узаконенные задним числом) получали фамилию Юрьевские.
- Император Александр II + Долгорукова, Екатерина Михайловна. Дети (внебрачные, позднее узаконены) — светлейшие князья Юрьевские:
  - Георгий Александрович Юрьевский (1872—1913). Вступил в брак с графиней Александрой Константиновной Зарнекау (1883—1957), дочерью принца Константина Петровича Ольденбургского
    - Юрьевский, Александр Георгиевич (1900—1988) — сын светлейшего князя Г. А. Юрьевского. С 1957 года был женат на Урсуле Бир де Грюнек (1925—2001).

  - Ольга Александровна Юрьевская (1873—1925), замужем за Георгом-Николаем фон Меренберг (1871—1948), сыном Натальи Пушкиной.
  - Борис Александрович Юрьевский (1876) — умер в младенчестве
  - Екатерина Александровна Юрьевская (1878—1959), замужем за С. П. Оболенским

- Александр II
- Екатерина Долгорукова
- Александр II с Екатериной Долгорукой и их детьми Георгием и Ольгой
- Георгий Александрович Юрьевский
- Ольга Александровна Юрьевская
- Георг-Николай фон Меренберг
- Екатерина Александровна Юрьевская

### Зарнекау
Брак был заключен в 1882 году. 20 октября 1882 года от герцога Ольденбургского Агриппина получила для себя и своего потомства титул графов Царнекау (при русском дворе использовался вариант — Зарнекау).
- Джапаридзе, Агриппина Константиновна + Ольденбургский, Константин Петрович
  -  Зарнекау, Александра Константиновна (1883—1957)
  -  Зарнекау, Екатерина Константиновна (1884—1963).
  -  Зарнекау, Николай Константинович (1886—1976). В 1-м браке с Марианной Эриковной фон Дерфельден (дочерью княгини Ольги Валерьяновны Палей). Во 2-м браке с Андрианной Аристуа.
  -  Зарнекау, Алексей Константинович (1887—1918). В браке с Анной Джамгаровой, урожд. Берс (1891—1959). В сентябре 1918 — женился и через десять дней был арестован в Петрограде как заложник и расстрелян.
  - Зарнекау, Петр Константинович (1889—1961). В 1-м браке с княжной Тамарой Прокопьевной Шервашидзе. Во 2-м браке с 08.07.1934 с Александрой Фёдоровной, урожд. Анненковой.
    -  Зарнекау, Константин Петрович (1916—1977)
    -  Зарнекау, Нина Петровна (р. 1919).

  -  Зарнекау, Нина Константиновна (1892—1922)

- [Ольденбургский, Константин Петрович
- Зарнекау, Агриппина Константиновна
- Зарнекау, Екатерина Константиновна

### Карловы
Бракосочетание состоялось в 1890 году. После бракосочетания Наталье Фёдоровне был дарован титул графини Карловой.
- Его высочество герцог Георгий Георгиевич Мекленбург-Стрелицкий + Вонлярлярская, Наталья Фёдоровна
  - Екатерина Георгиевна (1891—1940), 28 января (10 февраля) 1913 года вышла замуж за князя Владимира Эммануиловича Голицына (1884—1954). Супруги имели трёх сыновей (Николая (1913—1999), Георгия (1916—1992), Эммануила (1918—2002). Погибла во время бомбардировки Лондона;
  - Мария Георгиевна (1893—1979), 14 (27) ноября 1916 года в Тифлисе вышла замуж за князя Бориса Дмитриевича Голицына (1892—1919), погибшего в бою за г. Царицын. Дети от этого брака — Дмитрий (1917, Кисловодск — 1944, Нидерланды) и Наталья (1920, Ялта-?). В 1929 году вышла замуж за графа Владимира Петровича Клейнмихеля (1901—1982), от этого брака — дочь Софья;
  - Наталья Георгиевна (1894—1913);
  - Георгий Георгиевич (Георг Александр) (1899—1963), герцог Мекленбургский. В браке родилось трое детей.

- Георгий Георгиевич Мекленбург-Стрелицкий
- Вонлярлярская, Наталья Фёдоровна
- С четырьмя детьми

### Де Торби
Бракосочетание состоялось в 1891 году. 4 (16) августа 1892 года Софья Николаевна получила от герцога Нассауского для себя и потомства титул графов Торби. Его придумал сам Михаил Михайлович в память о деревне Тори в боржомском имении отца, великого князя Михаила Николаевича.
- Великий князь Михаил Михайлович + Меренберг, София Николаевна
  - Де Торби, Анастасия Михайловна (1892—1977) — с 1917 года супруга сэра Харолда Огастеса Уэрнера, 3-го баронета (1893—1972).
  - Де Торби, Надежда Михайловна (1896—1963) — с 1916 года супруга лорда Джорджа Маунтбеттена (настоящее имя — принц Георг Баттенберг), 2-го маркиза Милфорд-Хейвен — родного племянника императрицы Александры Фёдоровны.
  - Де Торби, Михаил Михайлович (1898—1959). Не женат, потомства не оставил.

- Вел. кн. Михаил Михайлович
- Меренберг, София Николаевна
- C тремя детьми
- Де Торби, Анастасия Михайловна
- Де Торби, Надежда Михайловна
- Де Торби, Михаил Михайлович

## XX век

### Палей
10 октября 1902 года в итальянском Ливорно вступил во второй (морганатический) брак с Ольгой Валерьяновной Пистолькорс, урождённой Карнович. Внебрачные дети были узаконены.
После этого супруги не смогли вернуться в Россию. В 1904 году Ольга Валериановна получила для себя и детей баварский титул графов фон Гогенфельзен, а 28 августа 1915 года — российский титул князей Палей.
- Великий князь Павел Александрович + Палей, Ольга Валериановна
  - князь Палей, Владимир Павлович (1896—1918) — сын Павла Александровича и Ольги Валериановны. Поэт. Убит большевиками под Алапаевском.
  - княжна Палей, Ирина Павловна (1903—1990) — замужем за князем императорской крови Фёдором Александровичем (сыном вел.кн. Александра Михайловича). Сын Михаил.
  - княжна Палей, Наталья Павловна (1905—1981) — манекенщица и актриса. Бездетна.

- Великий князь Павел Александрович
- Палей, Ольга Валериановна
- С тремя детьми
- Палей, Владимир Павлович
- Ирина Павловна Палей с мужем князем Фёдором Александровичем Романовым
- Палей, Наталья Павловна

### Багратионы
24 августа 1911 года в узком семейном кругу состоялась свадьба.
- Княжна императорской крови Татьяна Константиновна + Багратион-Мухранский, Константин Александрович
  - Багратион-Мухранский, Теймураз Константинович (1912—1992),
  - Багратион-Мухранская, Наталья Константиновна (1914—1984), жена британского политика и поэта Хепбёрна-Джонстона Чарльза.

- Княжна Татьяна Константиновна
- Багратион-Мухранский, Константин Александрович
- Багратион-Мухранский, Теймураз Константинович
- Багратион-Мухранская, Наталья Константиновна

### Брасовы
Бракосочетание произошло 17 октября 1912 года. В 1915 году Наталья и её сын получили от императора титулы графов Брасовых (по имению князя Брасово).
- Великий князь Михаил Александрович + Шереметьевская, Наталья Сергеевна
  -  Брасов, Георгий Михайлович (внебрачный, узаконен)

- Михаил Александрович
- Шереметьевская, Наталья Сергеевна
- C сыном
- Брасов, Георгий Михайлович

### Юсуповы
Свадьба состоялась в 1914 году.
- Княжна императорской крови Ирина Александровна + Юсупов, Феликс Феликсович
  - Юсупова, Ирина Феликсовна

- Ирина Александровна
- Юсупов, Феликс Феликсович
- C дочерью

### Куликовские
Свадьба прошла 16 ноября 1916 года.
- Великая княжна Ольга Александровна + Куликовский, Николай Александрович
  - Куликовский-Романов, Тихон Николаевич (25 августа 1917, Ай-Тодор, Крым — 8 апреля 1993, Торонто). Жена — Куликовская-Романова, Ольга Николаевна.
  - Куликовский, Гурий Николаевич (23 апреля 1919, Новоминская, Кубань — 11 сентября 1984, Бруквилль, Канада)

- Куликовский, Николай Александрович и Ольга Александровна